# 布莱万库尔
布莱万库尔（法語：Blevaincourt，亦作，法語發音：[bləvɛ̃kuʁ] ⓘ或 [blevɛ̃kuʁ]）是法国大東部大區孚日省的一个市镇，属于讷沙托区。

## 地理
布莱万库尔（48°7'31"N, 5°40'52"E）面积8.75 平方千米，位于法国大東部大區孚日省，该省份为法国东北部内陆省份，北起默兹省和默尔特-摩泽尔省，西接上马恩省，南至上索恩省和贝尔福地区省，东临上莱茵省和下莱茵省。
与布莱万库尔接壤的市镇（或旧市镇、城区）包括：罗贝库尔、穆宗河畔罗济耶尔、索维尔、维洛特、巴西尼地区尚皮尼厄勒、肖蒙拉维尔、日耳曼维利耶、当布兰、托兰库尔、托兰库尔。
布莱万库尔的时区为UTC+01:00、UTC+02:00（夏令时）。

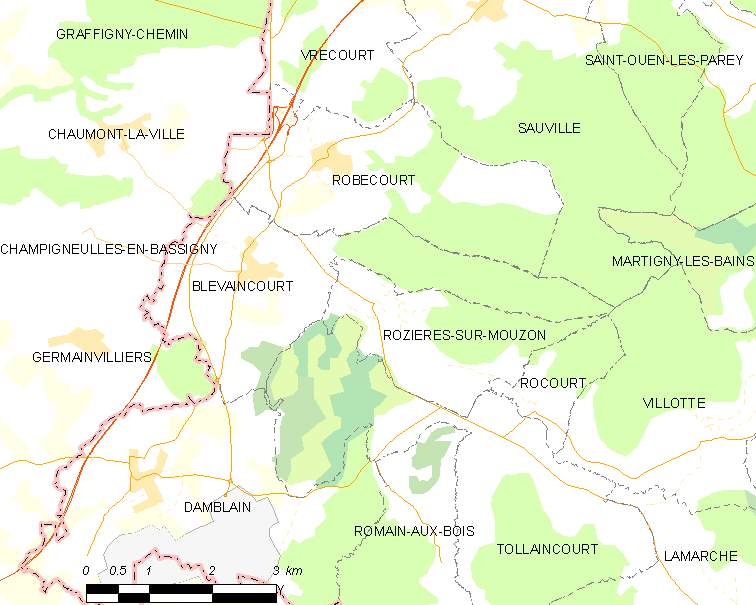
布莱万库尔的OSM定位图

## 行政
布莱万库尔的邮政编码为88320，INSEE市镇编码为88062。

## 政治
布莱万库尔所属的省级选区为达尔内县。

## 人口

1962-2008年间布莱万库尔人口变化图示

布莱万库尔于2022年1月1日时的人口数量为91人。